# Emran bin Bahar

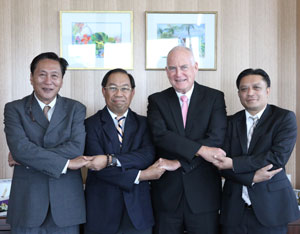
Emran Bahar bei der Veröffentlichung des English Language Program for ASEAN Chairmanship. 2. v.l. 2015.

Emran bin Bahar (geb. 9. August 1961, Brunei) ist ein Diplomat aus Brunei. Er ist derzeit Botschafter (Ambassador Extraordinary and Plenipotentiary) von Negara Brunei Darussalam in Russland.

## Leben
Bahar graduierte an der Keele University in Großbritannien mit einem B.A. in Internationalen Beziehungen und erwarb einen Master im selben Fach an der Australian National University (1994), wo er 1998 auch seinen Ph.D. erhielt.
Anfang der 1990er war Emran Administrative Officer im Political Department, und 2008 war Emran dann Deputy Permanent Secretary 1 beim Verteidigungsministerium. Er wurde als Botschafter zu den Vereinten Nationen (UN). Am 9. April 2012 zeichnete Prinz Al-Muhtadee Billah Emran (Brunei Ambassador to Laos) zusammen mit einem anderen Botschafter aus. Sultan Hassanal Bolkiah überreichte den Botschaftern am 29. März persönlich ihre letters of credentials. Emran war 2013 auch Direktor des Policy Planning Department.